# Empire of the Sun (gruppo musicale)
Gli Empire of the Sun sono un gruppo musicale australiano di musica elettronica formato nel 2008 a Sydney e composto da Luke Steele degli Sleepy Jackson e Nick Littlemore dei Pnau.
Il nome del gruppo è ispirato dal romanzo omonimo del 1984 scritto da J. G. Ballard.

## Storia del gruppo
Luke Steele e Nick Littlemore si incontrarono nel 2000 in un bar a Sydney e dopo varie collaborazioni insieme decisero di lavorare definitivamente ad un loro progetto formando il duo nel 2007. Il loro primo singolo, intitolato Walking on a Dream è stato reso disponibile per il download digitale il 30 agosto 2008, ed ha ottenuto una buona programmazione da parte di diverse radio australiane, facendogli raggiungere la sedicesima posizione della classifica dei singoli australiana. Il video del brano è stato girato a Shanghai in Cina ed è stato diretto da Josh Logue. Il secondo singolo del gruppo, intitolato We Are the People, è stato pubblicato il 20 ottobre dello stesso anno.
L'album di debutto del gruppo, Walking on a Dream, è stato pubblicato il 4 ottobre 2008, mentre sei tracce dell'album erano state pubblicate sul Myspace del duo la settimana prima dell'uscita dell'album. L'album ha debuttato nella classifica degli album australiani all'ottava posizione. Il 5 dicembre 2008 il gruppo è apparso alla quarta posizione del sondaggio condotto dal sito della BBC Sound of 2009.
L'11 marzo 2013 hanno pubblicato sulla loro pagina ufficiale Facebook e su YouTube un primo trailer per il loro secondo album, Ice on the Dune, previsto per giugno 2013. Il nome del trailer è Discovery, nome utilizzato anche dal duo di musica elettronica Daft Punk, per marcare il legame della loro musica con quella dei due parigini. Non a caso la musica del trailer ricorda molto il french house. il 15 aprile pubblicano Alive, singolo di lancio di Ice on the Dune; il relativo videoclip è invece uscito il 29 aprile. Nel mese di settembre 2013 viene pubblicato il secondo singolo, DNA.
Tra il 2014 ed il 2015 il gruppo ha lavorato alla composizione della colonna sonora del film Scemo & + scemo 2; successivamente è stato rivelato che il duo ha iniziato le sessioni di registrazione per il terzo album, provvisoriamente intitolato Every Ocean Tells a Story. Intitolato infine Two Vines, il disco è uscito il 28 ottobre 2016 ed è stato promosso dai singoli High and Low e Two Vines, resi disponibili tra il 24 e il 25 agosto.
Il 26 luglio 2024 è stato pubblicato il nuovo album di inediti, dal titolo 
Ask That God.

## Formazione
Attuale
- Luke Steele – voce, chitarra, tastiera
- Nick Littlemore – sintetizzatore

Turnisti
- Surahn Sidhu – chitarra, cori, percussioni
- Tony Mitolo – batteria

## Discografia

### Album
- 2008 – Walking on a Dream
- 2013 – Ice on the Dune
- 2016 – Two Vines
- 2024 – Ask That God

### EP
- 2017 – On Our Way Home

### Singoli
- 2008 – Walking on a Dream
- 2008 – We Are the People
- 2009 – Standing on the Shore
- 2009 – Without You
- 2010 – Half Mast (Slight Return)
- 2013 – Alive
- 2013 – DNA
- 2014 – Celebrate
- 2016 – High and Low
- 2016 – To Her Door
- 2016 – Way to Go
- 2017 - On Our Way Home
- 2019 – Chrysalis
- 2023 – AEIOU (con Pnau)
- 2024 – Changes
- 2024 – Music on the Radio
- 2024 – Cherry Blossom
- 2024 – The Feeling You Get
- 2024 – Happy Like You
- 2025 – Somebody's Son (with Lindsey Buckingham)
- 2025 – Dark Secrets

### Colonne sonore
- Scemo & + scemo 2 (2014)